# Энергия — Буран
«Энергия» — «Буран» — космическая программа советской многоразовой транспортной космической системы (МТКС). Одна из двух реализованных в мире систем МТКС, программа была ответом на аналогичную многоцелевую военно-гражданскую программу США «Спейс шаттл». Свой первый и единственный космический полёт орбитальный космический корабль-космоплан системы «Буран» совершил в беспилотном режиме 15 ноября 1988 года. Программа была начата в 1974 году:3, а в 1993 году было принято решение о прекращении работ и консервации созданного задела. Главными конструкторами многоразовой транспортной космической системы «Энергия» — «Буран» были Семенов Юрий Павлович, ответственный за создание системы «Буран» и Губанов Борис Иванович, ответственный за создание ракетного комплекса «Энергия»:2.
Программа «Энергия» — «Буран» обошлась бюджету в 14 миллиардов рублей (не считая ещё 400 миллионов рублей на постройку «Бурана», 210 миллионов рублей на ракету-носитель «Энергия» и сам запуск), что составляет примерно два триллиона по курсу 2016 года. По другим данным, программа обошлась в 16,5 млрд рублей.
В мае 2016 года в Центре имени Хруничева был восстановлен департамент по многоразовым средствам выведения. В штат были приглашены специалисты, которые создавали в свое время «Буран». Департамент возглавил Павел Анатольевич Лехов, один из проектировщиков системы «Энергия» — «Буран».

## История проекта

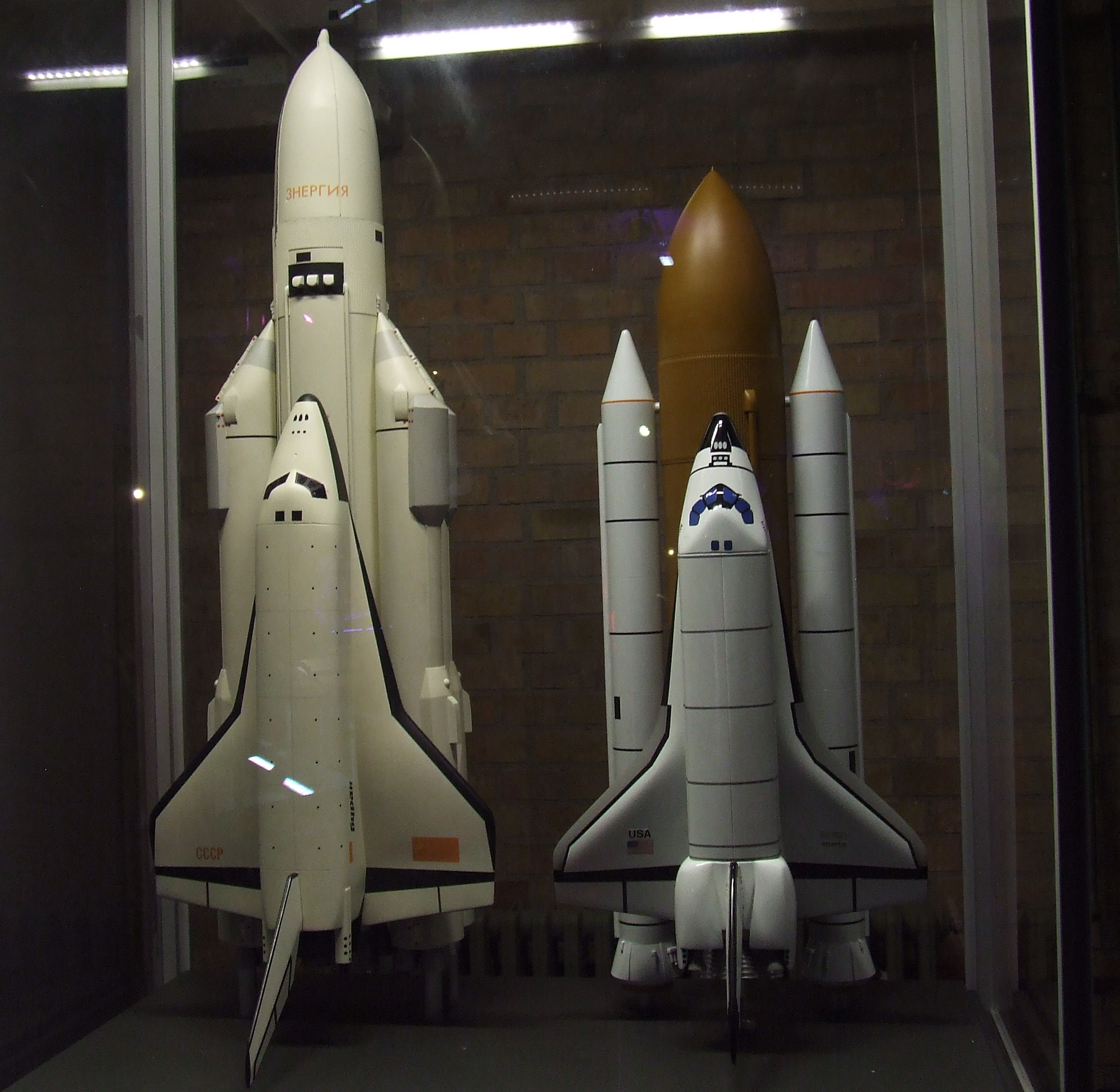
Сравнение «Энергии — Буран» со Спейс Шатлом

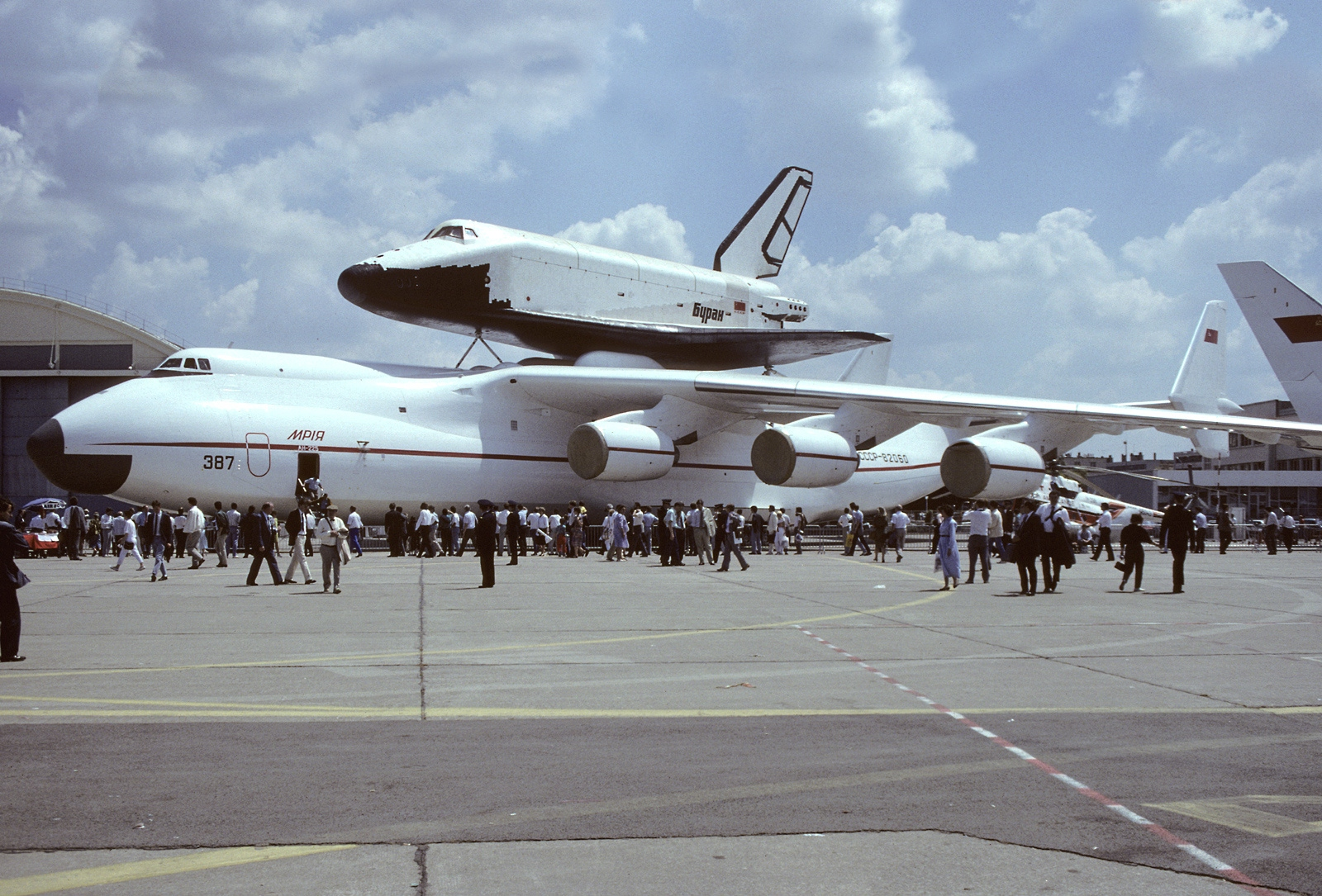
Мрия и Буран. Авиакосмический салон Ле-Бурже, 1989.

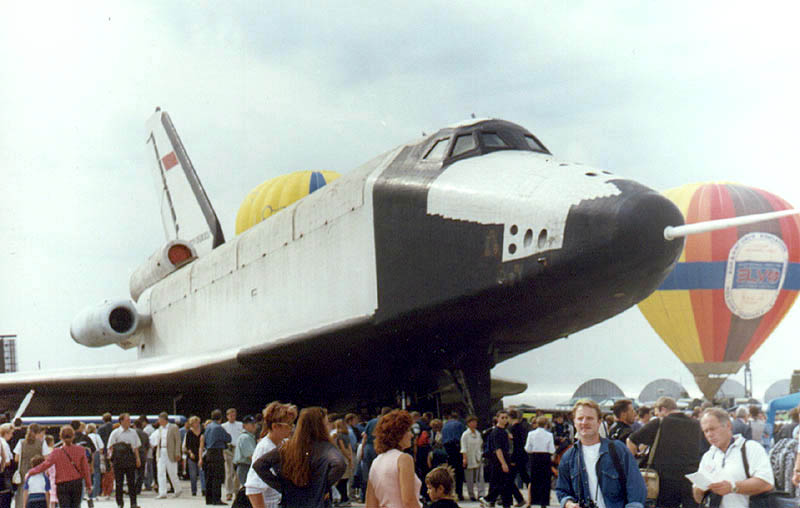
Образец «Бурана» ОК-ГЛИ (БТС 002) для тестирования в атмосфере. Авиакосмический салон МАКС, 1999.

Необходимость создания советской многоразовой космической системы как средства сдерживания потенциального противника была выявлена в ходе аналитических исследований, проведённых Институтом прикладной математики АН СССР и НПО «Энергия» в период 1971—1975 годов. Было показано, что США, введя в эксплуатацию свою многоразовую систему Спейс шаттл, смогут получить решающее военное преимущество в плане нанесения упреждающего ракетно-ядерного удара.
В 1950-х — 1960-х годах в СССР и США разрабатывалось несколько проектов многоразовых космических систем (например, «Спираль»), но они были закрыты на разных этапах.
В 1972 году, сразу после принятия решения президента США о начале широкомасштабных работ по программе «Спейс шаттл», в СССР была проведена серия закрытых совещаний по этой проблеме. Многие специалисты указывали, что такая система существенно проигрывает по экономичности выведения полезных грузов на орбиту обычным одноразовым ракетам-носителям и не даёт особых преимуществ в военном отношении; отсутствуют также серьёзные задачи, требующие возврата с орбиты космических аппаратов. Высказывались даже мнения о том, что это масштабная дезинформация или очередной блеф с целью втягивания СССР в новый виток космического противостояния и гонки вооружений. Именно неизвестность будущих задач программы «Спейс шаттл» обусловила в дальнейшем стратегию его копирования для обеспечения аналогичных возможностей для адекватного ответа будущим вызовам вероятного противника.
Советское руководство внимательно наблюдало за развитием программы «Спейс шаттл», но, предполагая худшее, искало «скрытую военную угрозу», что сформировало два основных предположения:
- Возможно использование космических челноков в качестве носителей ядерного оружия.
- Возможно использование космических челноков для похищения с орбиты Земли советских спутников, а также ДОС (долговременных обитаемых станций) «Салют» и ОПС (орбитальных пилотируемых станций) «Алмаз» ОКБ-52 В. Челомея. Для защиты, на первом этапе, советские ОПС оснащались модифицированной автоматической пушкой НР-23 конструкции Нудельмана — Рихтера (система «Щит-1»), которую позднее должна была сменить система «Щит-2», состоящая из двух ракет класса «космос-космос». Предположение о «похищениях» основывалось исключительно на габаритах грузового отсека и возвращаемой полезной нагрузке, открыто объявленным американскими разработчиками шаттлов, близким к габаритам и массе «Алмазов». О габаритах и весе разрабатывавшегося в то же время американского спутника оптической разведки KH-11 KENNAN советское руководство информировано не было.

В результате, советская космическая отрасль получила задание создать многоразовую космическую систему многоцелевого военно-гражданского назначения с характеристиками, аналогичными системе «Спейс шаттл».
Разработка многоразовой транспортной космической системы
«Энергия» — «Буран» началась в 1974 году, её главным конструктором был Борис Иванович Губанов:2,3.
Первая версия советской транспортной космической системы (ОС-120), предложенная в 1975 году, по сути отличалась от системы «Спейс шаттл» только наличием 4 жидкотопливных ускорителей первой ступени вместо 2 твердотопливных у американской системы.
В 1976 году была предложена существенно изменённая версия (ОК-92) — двигатели второй ступени были перемещены с орбитального корабля-космоплана на бывший отделяемый топливный бак второй ступени, что позволило совместить разработку многоразового корабля с созданием универсальной сверхтяжёлой ракеты «Энергия». В 1978 году проект «Бурана» приобрёл свой окончательный вид.
В 1976 году была официально утверждена строго засекреченная программа «Энергия»-«Буран». 70 министерств и ведомств и 1286 предприятий СССР (более 1 млн человек) принимали участие в создании системы, общие расходы на программу за 18 лет превысили 16 млрд рублей в ценах 1990 года. Для сравнения, полные расходы на программу «Шаттл» за всё время её существования должны превысить 160 млрд долларов США.
Головным разработчиком корабля было специально созданное НПО «Молния». Новое объединение возглавил Глеб Евгеньевич Лозино-Лозинский, уже в 1960-е годы работавший над проектом многоразовой авиационно-космической системы «Спираль».
Производство орбитальных кораблей осуществлялось на Тушинском машиностроительном заводе с 1980 года; к 1984 году был готов первый полномасштабный экземпляр. С завода корабли доставлялись водным транспортом (на барже под тентом) в город Жуковский, а оттуда (с аэродрома Жуковский) — воздушным транспортом (на специальном самолёте-транспортировщике ВМ-Т) — на аэродром «Юбилейный» космодрома Байконур.
Для посадок космоплана «Буран» была специально оборудована усиленная взлетно-посадочная полоса (ВПП) на аэродроме «Юбилейный» на Байконуре. Кроме того, были серьёзно реконструированы и полностью дооснащены необходимой инфраструктурой ещё два основных резервных места приземления «Бурана» — военные аэродромы Багерово в Крыму и Восточный (Хороль) в Приморье, а также построены или усилены ВПП ещё в 14 запасных местах посадки, в том числе вне территории СССР (на Кубе, в Ливии). К 1988 году специально для транспортировки с запасных аэродромов Киевским авиационным производственным объединением был создан Ан-225 «Мрия», а для транспортировки по космодрому был разработан уникальный транспортно-установочный агрегат.
Свой первый и единственный космический полёт «Буран» совершил 15 ноября 1988 года. Космический корабль был запущен с космодрома Байконур при помощи ракеты-носителя «Энергия». Продолжительность полёта составила 205 минут, корабль совершил два витка вокруг Земли, после чего произвёл посадку. Полёт прошёл без экипажа в автоматическом режиме.  Расчёт траектории движения и управление параметрами движения на всех этапах полёта осуществлялся бортовым вычислительным комплексом на основе ЭВМ "Бисер-4" («Шаттл» мог совершать посадку только на ручном управлении). Программное обеспечение было разработано Институтом прикладной математики им. М. В. Келдыша РАН.
Данный факт — полёт орбитального самолёта в космос и его посадка в автоматическом режиме, под управлением бортового компьютера — вошёл в книгу рекордов Гиннеса.
Причины, по которым работы по программе «Энергия-Буран» были приостановлены фактически ещё до распада СССР, остаются до конца неясны. Судя по данным, приведённым Федеральным космическим агентством в 2004 году, сомнения в целесообразности продолжения работ по «Бурану» и всей программы его создания возникли у самого заказчика — у Министерства обороны СССР. И хотя на Совете обороны СССР уже после успешных испытаний часть руководства этого ведомства решительно подтвердила необходимость «Бурана» для страны в целом и её обороноспособности в частности, само Министерство обороны страны в итоге, а вслед за ним и её политическое руководство не поддержало эту точку зрения. Спустя 15 лет после успешного испытания системы «Энергия-Буран» Роскосмос констатировал, что эта система опередила время, а Министерство обороны СССР и промышленность страны оказались не готовы к её использованию.
В 1990 году работы по программе «Энергия-Буран» были приостановлены, а в мае 1993 года программа окончательно закрыта. Единственный летавший в космос (1988) «Буран» был уничтожен в 2002 году при обрушении крыши монтажно-испытательного корпуса на Байконуре, в котором он хранился вместе с готовыми экземплярами ракеты-носителя «Энергия».
Значительная часть технической информации о ходе полёта недоступна сегодняшнему исследователю, так как была записана на магнитных лентах для компьютеров БЭСМ-6, исправных экземпляров которых не сохранилось. Частично воссоздать ход исторического полёта можно по сохранившимся бумажным рулонам распечаток на АЦПУ-128 с выборками из данных бортовой и наземной телеметрии.
В ходе работы над проектом «Буран» было изготовлено несколько макетных образцов для динамических, электрических, аэродромных и прочих испытаний. После закрытия программы эти изделия остались на балансе различных НИИ и производственных объединений. Известно, например, о наличии макетных образцов у Ракетно-космической корпорации «Энергия» и у НПО «Молния».
Полноразмерный аналог «Бурана», имевший обозначение БТС-002, был изготовлен для лётных испытаний в атмосфере Земли. В его хвостовой части стояли четыре турбореактивных двигателя, позволявшие ему взлетать с обычного аэродрома. В 1985—1988 годах его использовали в ЛИИ им. М. М. Громова (город Жуковский, Московская область) для подготовки лётчиков-испытателей перед полётами в космос.
Ряд технических решений, полученных при создании «Бурана», до сих пор используется в ракетно-космической технике России и других стран.
Версии возрождения проекта
После катастрофы шаттла «Колумбия» в 2003 году в России высказывались мнения о необходимости возрождения программы «Буран».
До 2006 года велась разработка нового проекта многоразового космического корабля МАКС, космического аппарата «Клипер». В качестве более приоритетной задачи стало рассматриваться создание частично-многоразового корабля с более универсальным назначением, в частности способного осуществить лунную миссию. К 2016 году от данных систем окончательно отказались в пользу ППТС с частично-многоразовым КК ПТКНП («Федерация»).

## Сравнение с аналогами
При внешнем сходстве с американским «шаттлом» орбитальный корабль программы «Буран» имеет принципиальное отличие. На орбиту «Буран» выводился  главным образом ракетой-носителем «Энергия», собственно "Буран" выполнял при этом роль третьей ступени. Тогда как «Шаттл», начиная с момента старта, выходит на орбиту на своих двигателях (в дополнение к двум твердотопливным ускорителям), что позволяло последнему повторно (до 100 раз) использовать свои двигатели.
Сам же «Буран» имел существенно большие возможности орбитального маневрирования, в том числе по высоте.

## Люди «Бурана»
В 2004 году Федеральным космическим агентством России был подготовлен и опубликован фотоальбом «Многоразовая космическая система „Энергия — Буран“», содержащий более 1000 уникальных фотографий, посвящённых этой программе, включая фотографии многих десятков активных участников этих событий.

### Первый набор: Волчья стая

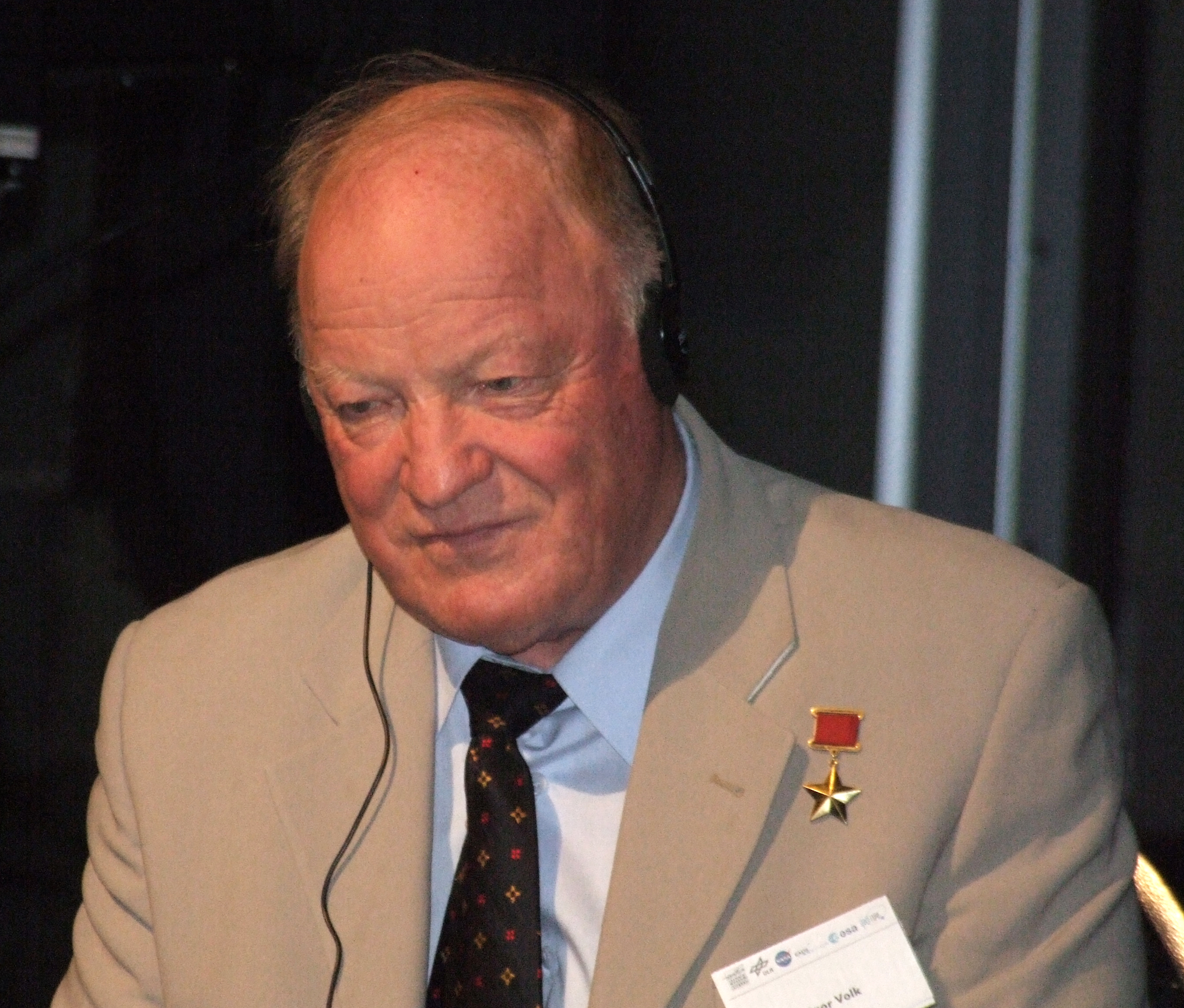
Игорь Петрович Волк — командир первого отряда космонавтов

Группа лётчиков-испытателей для участия в проекте «Буран» начала формироваться в 1977 году при ЛИИ им. Громова, первоначально в неё планировалось зачислить 8 человек. Ещё до сформирования группы двое кандидатов погибли: Виктор Иванович Букреев умер 22 мая 1977 года от ожогов, полученных 17 мая при аварии МиГ-25ПУ, а Александр Иванович Лысенко погиб 3 июня 1977 года при выполнении испытательного полёта на МиГ-23УБ.
Всего в первую группу 12 июля 1977 года было зачислено 6 человек:
- Волк, Игорь Петрович
- Кононенко, Олег Григорьевич
- Левченко, Анатолий Семёнович
- Садовников, Николай Фёдорович
- Станкявичюс, Римантас Антанас
- Щукин, Александр Владимирович

Николай Садовников в конце 1977 года перешёл из ЛИИ на работу в КБ Сухого. В конце 1978 года командиром отряда лётчиков-испытателей № 1 комплекса «А», готовившегося к полётам на «Буране», был назначен Игорь Волк. Отряд космонавтов-испытателей проекта «Буран» был официально создан 10 августа 1981 года, его командиром был также назначен И. П. Волк. Во многом благодаря незаурядным талантам этого человека, отряд полностью отработал сложнейшие задачи пилотирования уникальной машины.
Состоялось всего 24 испытательных полёта (в режиме самолёта) на макете «Бурана» для отработки его пилотирования. За годы испытаний погибла половина лётчиков из отряда, готовившегося к полётам на «Буране», однако эти трагические события были связаны с другими программами:
- Олег Григорьевич Кононенко погиб 8 сентября 1980 года при испытаниях палубного штурмовика Як-38.
- Анатолий Семёнович Левченко умер 6 августа 1988 года от опухоли головного мозга.
- Римантас Антанас-Антано Станкявичус погиб 9 сентября 1990 года в катастрофе Су-27 во время показательного выступления на авиасалоне в Сальгареда в Италии.
- Александр Владимирович Щукин погиб 18 августа 1988 года в испытательном полёте на спортивном самолёте Су-26М.

Николай Садовников после неудачного катапультирования в 1988 году из-за полученных травм он не смог больше летать.

### Набор 1982—1985
В этот период наиболее интенсивной подготовки по проекту «Буран» кандидатами в отряд космонавтов-испытателей ЛИИ им. Громова были зачислены:
25 апреля 1983 года
- Султанов, Урал Назибович
- Толбоев, Магомед Омарович

12 июня 1984 года
- Заболотский, Виктор Васильевич

2 января 1986 года
- Тресвятский, Сергей Николаевич
- Шеффер, Юрий Петрович

5 июня 1987 года решением Межведомственной квалификационной комиссии (МВКК) всем им была присвоена квалификация «космонавт-испытатель».

### Набор 1988
В 1987 году был отобран в ГКНИИ ВВС для работы по программе «Буран» А. С. Пучков.
В 1988 году на медицинское обследование был направлен летчик-испытатель ЛИИ Ю. В. Приходько.
22 марта 1989 года он был назначен кандидатом в отряд космонавтов. В 1989 году он приступил к общекосмической подготовке (ОКП) в ЦПК им. Ю. А. Гагарина, а после её окончания в 1990 году был назначен на должность космонавта-испытателя ЛИИ.

### Роспуск отряда космонавтов
Официально Отряд космонавтов ЛИИ прекратил своё существование в 2002 году, надолго пережив официально закрытую в 1993 году программу «Буран». Из всех отобранных и прошедших подготовку космонавтов отряда в космосе были лишь двое — Игорь Волк и Анатолий Левченко.

## Перечень кораблей
К моменту закрытия программы (начало 90-х годов) велось строительство пяти лётных экземпляров корабля «Буран», полностью построены были только два:
| Название | № изделия | Описание | Место расположения                                                         | Фото                                                            |
| -------- | --------- | --- | -------------------------------------------------------------------------- | --------------------------------------------------------------- |
| «Буран»  | 1.01      | Корабль был построен и совершил один космический полёт в автоматическом режиме. После завершения полёта находился в монтажно-испытательном корпусе на 112-й площадке космодрома Байконур, там же находился макет РН «Энергия». 12 мая 2002 года произошло обрушение монтажно-испытательного корпуса № 112, в результате которого и корабль, и макет были полностью уничтожены. | Корабль уничтожен. Обломки разобраны на металл                             | Летавший в космос «Буран» 1.01 на выставке в Ле-Бурже, 1989 год |
| «Буря»   | 1.02      | Корабль был построен, но никогда не взлетал. Предполагалось, что он совершит второй полёт в автоматическом режиме и осуществит стыковку с пилотируемой станцией «Мир». Само изделие 1.02 и макет ОК-МТ находятся в монтажно-заправочном корпусе, свободного доступа к ним не имеется. Казахстан намерен через суд вернуть оба изделия в свою государственную собственность, так как на данное время они являются собственностью частной организации АО "РКК «Байконур». 26 мая 2021 года стало известно, что в монтажно-заправочный корпус проникла группа уличных художников, которые нанесли на изделие 1.02 граффити. Они написали на боковых поверхностях фюзеляжа слова «добро», «Юра, мы приехали», и «прежде чем лететь к звёздам, человеку нужно научиться жить на Земле». По заявлению Госкорпорации «Роскосмос», российская сторона вынесет вопрос сохранения уникальных объектов на космодроме Байконур на ближайшее заседание Межправительственной казахстанско-российской комиссии по Байконуру. | Казахстан, космодром Байконур                                              | Буря в заброшенном ангаре                                       |
| «Байкал» | 2.01      | Степень готовности корабля на момент прекращения работ составляла 30—50 %. До 2004 года находился в цехах Тушинского машиностроительного завода, в октябре 2004 года перевезён на причал Химкинского водохранилища для временного хранения. 22—23 июня 2011 года перевезён речным транспортом на аэродром в Жуковский, для реставрации и последующего показа на авиасалоне МАКС. В апреле 2022 года перевезён в Калужскую область, на киностудию «Военфильм-Медынь». 5 августа 2024 года был привезен в Музейный комплекс УГМК для масштабной реставрации, в будущем планируется построить для него специальный павильон и открыть экспозицию, посвященную советской космической программе «Энергия – Буран». | В июле 2024 года корабль передан в Музейный комплекс УГМК в Верхней Пышме. | «Байкал» 2.01 в ЛИИ им. Громова                                 |
| 2.02     | 2.02      | Был готов на 10—20 %. Разобран (частично) на стапелях Тушинского машиностроительного завода. | Задел уничтожен                                                            |                                                                 |
| 2.03     | 2.03      | Задел уничтожен в цехах Тушинского машиностроительного завода. | Задел уничтожен                                                            |                                                                 |

## Перечень макетов
В ходе работы над проектом «Буран» было изготовлено несколько макетных образцов для динамических, электрических, аэродромных и прочих испытаний. После закрытия программы эти изделия остались на балансе различных НИИ и производственных объединений. Известно, например, о наличии макетных образцов у ракетно-космической корпорации «Энергия» и у НПО «Молния».
| Название        | № изделия | Описание | Место расположения                                      | Фото                                                  |
| --------------- | --------- | --- | ------------------------------------------------------- | ----------------------------------------------------- |
| БТС-001 ОК-МЛ-1 | 0.01      | Использовался для отработки воздушной транспортировки орбитального комплекса. В 1993 году полноразмерный макет был передан в лизинг обществу «Космос — Земля» (президент — космонавт Герман Титов). До июня 2014 года был установлен на Пушкинской набережной Москвы-реки в ЦПКиО им. Горького. По состоянию на декабрь 2008 года в нём был организован научно-познавательный аттракцион. В ночь с 5 по 6 июля 2014 года макет перемещён на территорию ВДНХ, к празднованию 75-летия ВДНХ.                                                                | Россия, Москва, ВДНХ                                    | БТС-001 на ВДНХ                                       |
| БТС-002 ОК-ГЛИ  | 0.02      | После закрытия в 1993 году программы «Буран» НПО «Молния» демонстрировало самолёт-аналог «Буран БТС-002» на аэрошоу МАКС. БТС-002 имел 4 ТРД, что позволяло ему взлетать с обычного аэродрома. Использовался для прохождения горизонтально-лётных испытаний в атмосфере. В 1999 году его передали в лизинг австралийской фирме для показа на Олимпийских играх в Сиднее, а затем — сингапурской фирме, которая отвезла его в Бахрейн. Сейчас он в собственности немецкого Музея техники в Шпайере (он обошёлся хозяину музея Герману Лайру в 10 млн евро) | Германия, Музей техники в Шпайере                       | БТС-002 в музее техники Шпайера                       |
| ОК-КС           | 0.03      | Является полноразмерным комплексным стендом. Использовался для отработки воздушной транспортировки, комплексной отработки ПО, электро-радиотехнических испытаний систем и оборудования. До 2012 года находился в корпусе контрольно-испытательной станции РКК «Энергия», город Королёв. Был перемещён на прилегающую к корпусу центра территорию, где проходил консервацию. | Россия, Сочи, Образовательный центр «Сириус»            | ОК-КС (изделие 003) в технопарке центра Сириус в Сочи |
| ОК-МЛ1          | 0.04      | Применялся для габаритных и весовых примерочных испытаний. | Казахстан, музей космодрома Байконур                    | ОК-МЛ1 в музее космодрома Байконур                    |
| ОК-ТВА          | 0.05      | Применялся для тепло-вибро-прочностных испытаний. Находится в ЦАГИ. По состоянию на 2011 год все отсеки макетов уничтожены, за исключением левого крыла со стойкой шасси и со штатной теплозащитой, которые были включены в состав макета орбитального корабля №0.01 | Уничтожен                                               |                                                       |
| ОК-ТВИ          | 0.06      | Являлся моделью для тепло-вакуумных испытаний. | Россия, Пересвет, НИИХимМаш                             |                                                       |
| 8М              | 0.08      | Макет представляет собой только модель кабины с аппаратной начинкой. Использовался для отработки надёжности катапультируемых кресел. После окончания работ находился на территории 29-й клинической больницы в Москве, затем был перевезён в подмосковный Центр подготовки космонавтов. | Россия, Москва, на территории 83-й клинической больницы |                                                       |
| ОК-МТ           | 0.15      | Использовался для отработки предстартовых операций (заправка корабля, примерочно-стыковочных работ и др.). В настоящее время находится на площадке Байконура 112А, в сооружении 80, вместе с изделием 1.02 «Буря». Является собственностью Казахстана. | Казахстан, космодром Байконур                           | ОК-МТ на Байконуре                                    |

Также существует один полноразмерный современный макет корабля Буран. Он создан для «Национального Космического Центра республики Казахстан» в Астане и располагается на его территории, как экспонат.

## Итоги программы
Программа была закрыта в 1993 году. Технические наработки, созданные в процессе реализации данной программы, в настоящее время используются в российской космической промышленности. Опыт программы будет использован для создания РКН Союз-5 и сверхтяжелого носителя.